# Les Trois Fugitifs
Pour plus de détails, voir Fiche technique et Distribution.
Les Trois Fugitifs (Three Fugitives) est un film américain écrit et réalisé par Francis Veber, sorti en 1989.
C'est le remake de son film Les Fugitifs, sorti en 1986.

## Synopsis
Lucas est en prison pour vol à main armée. Le jour où il est libéré, il se fait prendre en otage par Ned Perry, un criminel novice incompétent qui vole une banque (pour pouvoir soigner sa fille malade, Meg). Le détective Duggan pense qu'ils sont complices et se met à les rechercher. Plusieurs poursuites, un tir accidentel, le traitement d'un vétérinaire fou et d'autres péripéties s’ensuivent.  Pendant ce temps-là, Lucas essaye d’abandonner son compagnon idiot et de prouver son innocence. Tout en évitant la justice, les deux forment un partenariat improbable pour aider à guérir la silencieuse Meg et à réussir leur évasion. Ils sauvent Meg de la maison de soins dans laquelle elle est (où Perry manque de ruiner toute l'affaire avec sa maladresse) et fuient pour le Canada, se faisant passer pour un couple marié avec un fils.
Tout semble bien finir. Cependant,dans la scène finale, Perry entre dans une banque canadienne pour changer un peu de monnaie et se retrouve pris en otage par un autre voleur de banque, de la même manière qu'il avait enlevé Lucas auparavant. En raison de ce développement inattendu, Lucas n'a pas besoin de dire au revoir à Meg, avec qui il a tissé des liens.

## Fiche technique
- Titre original : Three Fugitives
- Titre français : Les Trois Fugitifs
- Réalisation : Francis Veber
- Scénario : Francis Veber
- Costumes : April Ferry
- Musique : David McHugh
- Production : Duncan Henderson, Karen Kovacevich et Francis Veber
- Sociétés de production : Touchstone Pictures et Silver Screen Partners IV
- Sociétés de distribution : Buena Vista Pictures
- Budget : 15 000 000 de dollars américains
- Pays de production :  États-Unis
- Langue originale : anglais
- Genre : Comédie
- Durée : 96 minutes
- Date de sortie :
  - États-Unis : 27 janvier 1989

## Distribution
- Nick Nolte (VF : Richard Darbois ; VQ : Hubert Gagnon) : Lucas
- Martin Short (VF : Jean-François Vlérick ; VQ : Jacques Lavallée) : Ned Perry
- Sarah Rowland Doroff : Meg Perry
- James Earl Jones (VF : Mario Santini ; VQ : Victor Désy) : Dugan
- Alan Ruck (VF : Christian Bénard ; VQ : Sébastien Dhavernas) : Tener
- Kenneth McMillan (VF : Claude Joseph ; VQ : Yves Massicotte) : Dr Horvath
- Bruce McGill (VQ : Vincent Davy) : Charlie
- David Arnott (VF : Vincent Violette ; VQ : Bernard Fortin) : Philbrick
- Lee Garlington (VF : Martine Meirhaeghe) : la policière